# Cornelis Johannes Karel van Aalst

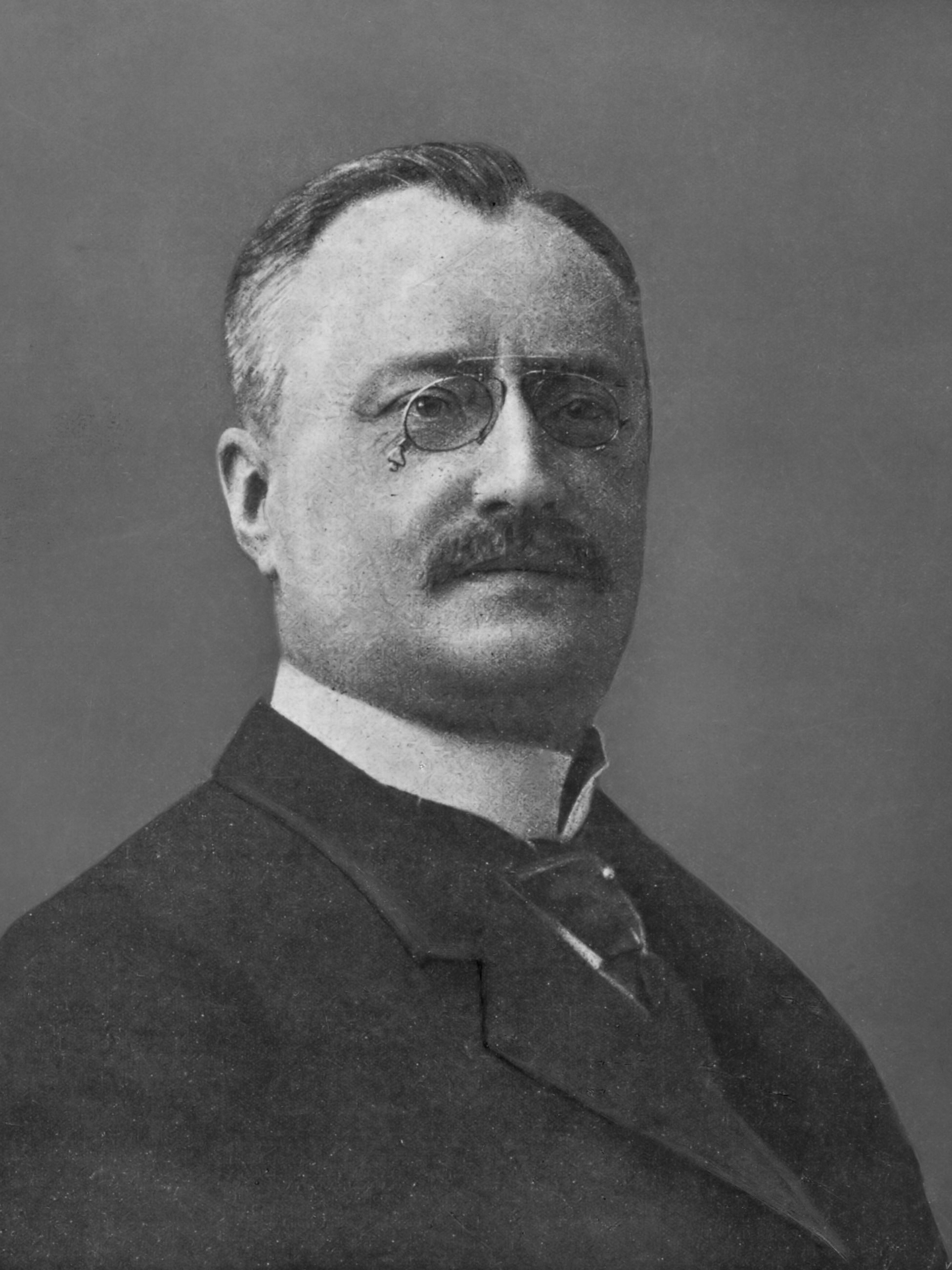
Cornelis Johannes Karel van Aalst (1912)

Dr. Cornelis Johannes Karel van Aalst (Hoorn, 7 mei 1866 – Hoevelaken, 25 oktober 1939), was bankier en president-directeur van de Nederlandsche Handel-Maatschappij N.V.
Cornelis was de zoon van de predikant Dirk Johannes van Aalst en Jacoba Maria de Ruijter de Wildt. Cornelis bezocht de HBS in Hoorn. en vervolgens de Openbare Handelsschool in Amsterdam. Hij trad op 3 januari 1891 met Tjalda Anna Petronella Hoorweg in het huwelijk. Uit dit huwelijk werden drie zoons geboren. Na haar overlijden op 16 april 1922 trouwde hij op 12 september 1923 met jonkvrouw Anna Agatha Geertruida Gevaerts, die uit een eerder huwelijk één dochter meebracht.
Op 1 januari 1889 trad hij in dienst van de Nederlandsche Handel-Maatschappij (NHM), en vertrok naar Nederlands-Indië. Van 1913-1934 was hij president-directeur van NHM in Amsterdam. 
Hij was ook in 1914 medeoprichter van de Commissie voor de Nederlandsche Handel, een particuliere instelling waaruit later de Nederlandsche Overzee Trust Maatschappij (NOT) voortkwam. De NOT behartigde in de Eerste Wereldoorlog collectief de belangen van de hele buitenlandse handel van het neutrale Nederland.

## Zijn huis
In 1912 kocht hij het Huis met de Kolommen aan de Herengracht 502 in Amsterdam. In 1920 schonk hij zijn huis aan de stad Amsterdam op voorwaarde dat dit de ambtswoning van de burgemeester zou worden. Het werd ingericht met geld van S.P. van Eeghen, P. van Leeuwen Boomkamp en C.G. Vattier Kraane (1864-1954). Op 19 juli 1927 betrok burgemeester Willem de Vlugt de ambtswoning en op 2 september 1927 werd de eerste receptie gegeven.

## Zijn huis in Hoevelaken

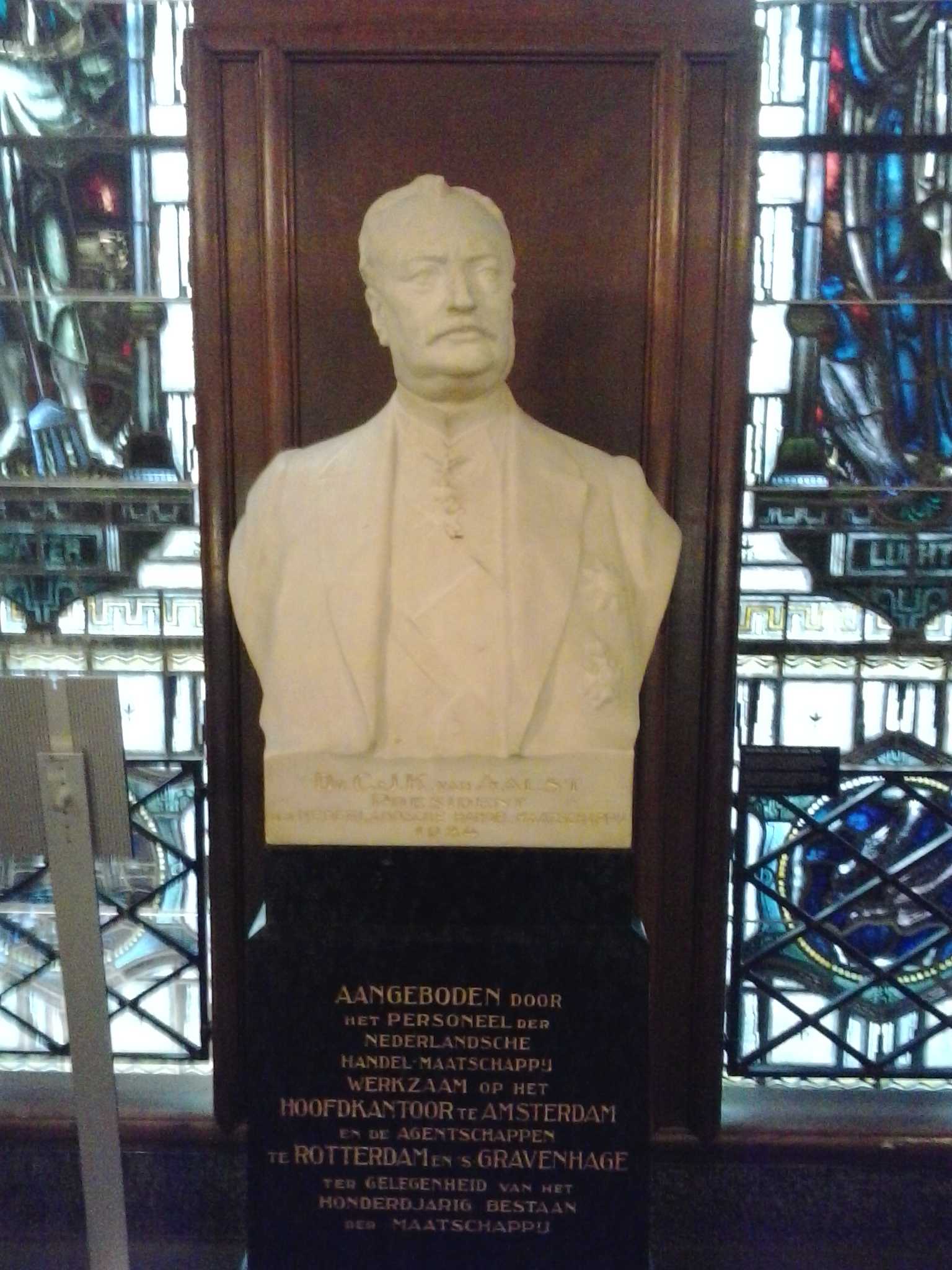
Borstbeeld van Van Aalst, gemaakt door Toon Dupuis in 1924 in opdracht van het personeel van de NHM.

Ten westen van Hoevelaken ligt Landgoed Hoevelaken, een bos met daarin het kasteel Huis te Hoevelaken. Het kasteel is sinds 1963 eigendom van Bouwfonds, een voormalige semi-overheidsorganisatie die in het leven was geroepen om mensen met een kleine beurs een koophuis te kunnen laten kopen, tegenwoordig een vastgoedontwikkelaar en financier. Het grootste gedeelte van het bos is aangekocht door het Geldersch Landschap.
Huize Hoevelaken stamt uit 1928 en is gebouwd door Van Aalst die directeur was van de Nederlandsche Handel-Maatschappij, tegenwoordig ABN AMRO-concern.
De familie Van Aalst heeft een nieuw landhuis op het landgoed gebouwd, omdat het oude uit de zeventiende eeuw was verouderd, te dicht op de weg stond en te weinig ruimte bood voor de aanzienlijke kunstcollectie van Van Aalst.
Het landhuis is in 1925 ontworpen door de architecten (broers) Johan en Marie Adrianus van Nieukerken uit Den Haag. Zij waren ook leidend bij het herstel van het huis dat zwaar beschadigd was in W.O.2 doordat de Duitsers het vorderden en de Engelse luchtmacht het zwaar beschadigde. Van Aalst en de Van Nieukerken's kenden elkaar door de opdracht tot het ontwerp van het gebouw van de Nederlandse Handelsmaatschappij / ABN aan de Kneuterdijk 1 te Den Haag; thans de huisvesting van de Raad voor de Rechtspraak.
Cornelis van Aalst is op de Nieuwe Oosterbegraafplaats te Amsterdam begraven.

## Onderscheidingen
Van Aalst is onderscheiden met:
- het Grootkruis in de Huisorde van Oranje;
- Grootkruis in de Orde van Oranje-Nassau;
- commandeur in de Orde van de Nederlandse Leeuw;
- Kruis van Verdienste van het Rode Kruis;
- Kruis van Verdienste Amsterdamse Burgerwacht;
- Gouden medaille der Stad Amsterdam;
- Grootkruis van de Orde van de Kroon van Roemenië;
- grootofficier in de Orde van het Legioen van Eer van Frankrijk;
- grootofficier in de Orde van de Kroon van België;
- Knight Commander in the Most Excellent Order of the Britisch Empire;
- groot-officier in de Orde van St. Mauritius en Lazarus van Italië.